# Karlo Muradori
Karlo Muradori (Drvar, 1914. – Zagreb, 1971.), hrvatski nogometaš i nogometni trener. Igrao u napadu.

## Životopis
Rođen je u Drvaru. Igrao je za SAŠK iz Sarajeva (1933. – 1938.) iz kojeg je prešao u Concordiju iz Zagreba (1939. – 1945.). Bio je član slavne Concordijine navale Beda – Kodrnja – Muradori – Golob – Ajbek. Poslije rata i gašenja Concordije, igrao je za Slobodu iz Zagreba do 1946. i nakon toga za Lokomotivu iz Zagreba (1947. – 1948.).
Bio je vođom napada. Odlikovala ga je preciznost, osjećaj za prostor i realizaciju. Poznat po golovima postignutim vrhom kopačke.
Poslije igranja posvetio se trenerskom poslu. Vodio Jedinstvo, Zagreb i Trešnjevku.

## Naslovi
- Prvak Hrvatske 1942.[1]